# Горња Трновитица
Горња Трновитица (хрв. Gornja Trnovitica) је насељено место у општини Велика Трновитица, Бјеловарско-билогорска жупанија, Хрватска.

## Историја
До територијалне реорганизације у Хрватској била је у саставу старе општине Гарешница.

## Становништво
У попису становништва из 2011. године, Горња Трновитица је имала 56 становника.
| Број становника према пописима | Број становника према пописима | Број становника према пописима | Број становника према пописима | Број становника према пописима | Број становника према пописима | Број становника према пописима | Број становника према пописима | Број становника према пописима | Број становника према пописима | Број становника према пописима | Број становника према пописима | Број становника према пописима | Број становника према пописима | Број становника према пописима | Број становника према пописима |
| ------------------------------ | ------------------------------ | ------------------------------ | ------------------------------ | ------------------------------ | ------------------------------ | ------------------------------ | ------------------------------ | ------------------------------ | ------------------------------ | ------------------------------ | ------------------------------ | ------------------------------ | ------------------------------ | ------------------------------ | ------------------------------ |
| 1857                           | 1869                           | 1880                           | 1890                           | 1900                           | 1910                           | 1921                           | 1931                           | 1948                           | 1953                           | 1961                           | 1971                           | 1981                           | 1991                           | 2001                           | 2011                           |
| 0                              | 0                              | 0                              | 0                              | 192                            | 0                              | 0                              | 0                              | 312                            | 285                            | 227                            | 174                            | 116                            | 91                             | 71                             | 56                             |

Напомена: Исказује се као насеље од 1900. под именом Трновитички Виногради. Од 1910. до 1931. подаци су садржани у насељу Велика Трновитица. Године 1948. и 1953. поново исказано под именом Трновички Виногради. Од 1961. исказује се под именом Горња Трновитица .